# Roy Barcroft
Pour les articles homonymes, voir Barcroft.
Roy Barcroft (de son vrai nom Howard Clifford Ravenscroft) est un acteur américain, né le 7 septembre 1902 à Crab Orchard (Nebraska) et mort des suites d'un cancer le 28 novembre 1969 à Woodland Hills (Californie).

## Biographie
Après avoir été combattant durant la première guerre mondiale, c'est au début des années 1930 qu'il commence sa carrière au cinéma, étant auparavant apparu sur certaines scènes de théâtre.
Il fut également acteur dans plusieurs épisodes de séries télévisées, à partir de 1957, notamment dans Bonanza ou Le Virginien.
Il épousa Hortense Flanagan en 1930, puis Vera Thompson en 1932.

## Filmographie (partielle)
- 1937 : Alerte la nuit (Night Key), de Lloyd Corrigan
- 1939 : Le Diable de Mexico (Mexicali Rose) de George Sherman
- 1939 : The Man from Texas, d'Albert Herman
- 1941 : Jesse James at Bay, de Joseph Kane
- 1942 : La Reine de l'argent (Silver Queen), de Lloyd Bacon
- 1943 : La Justice du lasso (Hoppy Serves a Writ) de George Archainbaud
- 1945 : La Femme du pionnier (Dakota), de Joseph Kane
- 1945 : Sunset in El Dorado de Frank McDonald
- 1945 : Bells of Rosarita de Frank McDonald
- 1947 : Blackmail de Lesley Selander
- 1950 : Mississippi-Express (Rock Island Trail), de Joseph Kane
- 1952 : La Femme aux revolvers (Montana Belle), d'Allan Dwan
- 1953 : Traqué dans Chicago (City That Never Sleeps) de John H. Auer
- 1954 : Sur la trace du crime (Rogue Cop), de Roy Rowland
- 1954 : The Desperado de Thomas Carr
- 1955 : Les Forbans (The Spoilers), de Jesse Hibbs
- 1955 : L'Homme qui n'a pas d'étoile (Man Without a Star), de King Vidor
- 1955 : Oklahoma!, de Fred Zinnemann
- 1957 : L'Esclave libre (Band of Angels), de Raoul Walsh
- 1960 : Les Pillards de la forêt (Freckles) d'Andrew V. McLaglen
- 1961 : Au nom de la loi  : saison 3 épisode 20 (La voix du silence/ The voice of silence)) : Frank Hagen
- 1962 : Six Chevaux dans la plaine (Six Black Horses) d'Harry Keller